# Turís
Turís es un municipio de la Comunidad Valenciana, España. En la comarca de la Ribera Alta.

## Geografía

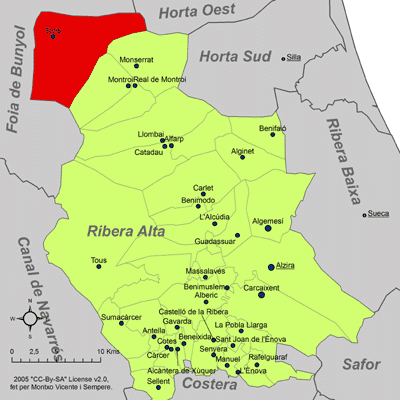
Localización en la comarca de la Ribera Alta

Situado en la Ribera Alta, muy cerca de la Hoya de Buñol. El relieve es ondulado, como la mayoría de la zona piedemonte del interior valenciano, y apenas es accidentado por algunas lomas y cerros de orientación ibérica y de materiales cretácicos. La altitud media del piedemonte, en la parte que corresponde a Turís, se encuentra entre las curvas de nivel de los 280 m y los 190 m, en descenso de oeste a este. Sobre el mismo se levanta la denominada sierra de Castellet, aunque apenas alcanza los 342 m de altitud sobre el nivel del mar. En los cerros y montes crecen algunos pinos y matas.
Desde Valencia, se accede a esta localidad a través de la A-3 tomando luego la salida "Cheste-Godelleta" (CV-50), y para finalizar, coger la salida "Turís".
Turís fue duramente golpeada por la tormenta Gota fría o DANA de 2024 en España, acaecida a finales de octubre de 2024. La DANA dejó en Turís 630 litros por metro cuadrado, una de las mayores cifras registradas en la Comunidad Valenciana en el siglo XXI. El observatorio meteorológico ubicado en la urbanización Cañapar de Turís (Valencia) registró el 29 de octubre de 2024 un acumulado de 630,6 litros de lluvia por metro cuadrado o 630,6 mm en apenas 24 horas. La estación de Turís "Mas de Calabarra" registró 184,6 mm en una hora el día de la DANA, es el máximo histórico absoluto registrado en España en una hora. Las precipitaciones acumuladas en la estación meteorológica de Mas de Calabarra, en Turís, reportaron un total diario de 771,8 mm el 29 de octubre de 2024.

### Localidades limítrofes
El término municipal de Turís, limita con las siguientes localidades:
Alborache, Dos Aguas, Altury, Godelleta, Chiva, Monserrat, Montroy y Torrente, todas ellas de la provincia de Valencia.

### Núcleos[7][8]
- Alturi

## Historia

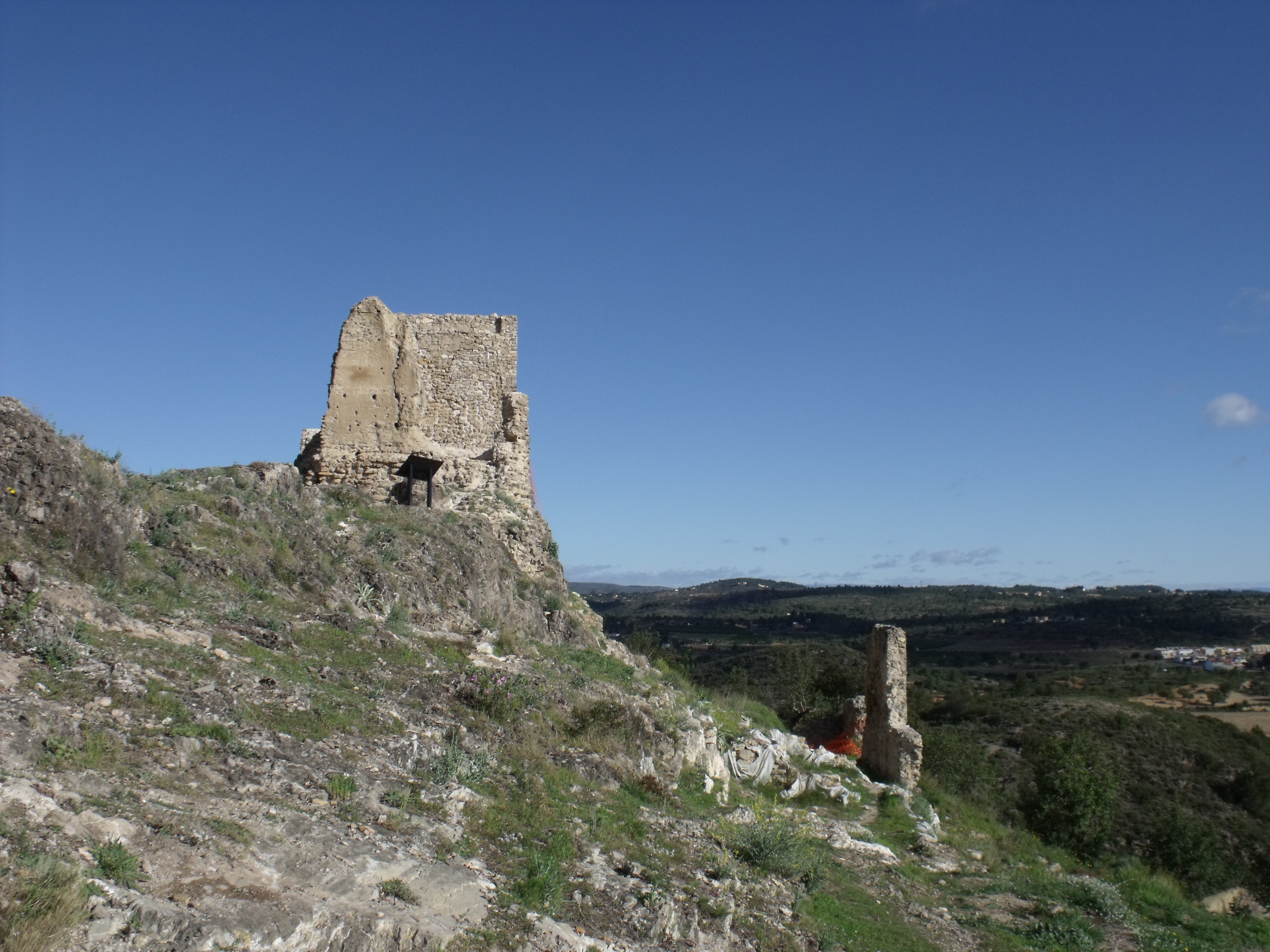
Restos del castillo de Turís, de origen musulmán.

Los restos más antiguos en Turís se han hallado en el Motrotón, el Alt del Collado dels Barracons, la Olivereta del Canyamar y el Castellet, evidenciando pequeños asentamientos de la Edad del Bronce con cerámicas hechas a mano, molinos de piedra y restos murarios.
Asimismo, destaca el yacimiento de La Carencia, donde se pueden observar las ruinas de la antigua ciudad ibérica de Kili, principal núcleo de los edetanos, que en época romana experimentó una notable actividad comercial con otras culturas del Mediterráneo.
Durante el periodo islámico se construyó el Castellet de Turís, que formaba parte del sistema defensivo del Califato de Córdoba. Tras la conquista de Turís por las tropas de Jaume I en el siglo XIII, el rey donó el castillo a Gombau de Entenza, y más tarde la villa fue cabeza de la baronía homónima, dependiendo del señorío de los marqueses de Bélgida.

## Demografía
Turís es una localidad de la provincia de Valencia que ha visto un aumento poblacional moderado en las últimas décadas. De acuerdo con datos oficiales, la población actual ronda los 7500 habitantes, mostrando una distribución balanceada entre hombres y mujeres, además de notables variaciones en los distintos grupos de edad.
Asimismo, la información administrativa apoya esta transformación, al ofrecer datos comparativos que colocan a Turís en un contexto significativo dentro de la región.
Turís cuenta con una población de 7544 habitantes (INE 2024).
| Gráfica de evolución demográfica de Turís entre 1842 y 2021                                                         |
| |
| Población de derecho según los censos de población del INE Población de hecho según los censos de población del INE |

## Economía
Su economía se basa fundamentalmente en la agricultura. La superficie cultivada se eleva al 73,1 % de la total del término. En los cultivos de secano predominan viñedos, olivos, frutales y cereales. La vid es el principal cultivo y se destina tanto a vinificación como a uva de mesa. El vino es embotellado por una bodega cooperativa (La Baronía de Turís), a la que están asociados la mayoría de vinicultores de la población. En terrenos de regadío, tanto en la zona del río Magro, como en el llano de la Masía de la Calabarra, se cultivan naranjos, frutales, maíz, hortalizas y otros productos. La ganadería cuenta con cabezas de vacuno, aves, ovejas, cabras, porcino y colmenas. La industria es poco importante.

## Administración y política
| Periodo   | Nombre                                                                                                  | Partido                                   |
| --------- | --- | ----------------------------------------- |
| 1979-1983 | Baldomero González García                                                                               | Independiente                             |
| 1983-1987 | Baldomero González García                                                                               | Independiente                             |
| 1987-1991 | Baldomero González García                                                                               | PSPV-PSOE                                 |
| 1991-1995 | Baldomero González García                                                                               | PSPV-PSOE                                 |
| 1995-1999 | Baldomero González García                                                                               | PSPV-PSOE                                 |
| 1999-2003 | Baldomero González García                                                                               | PSPV-PSOE                                 |
| 2003-2007 | Pilar Blasco Domingo                                                                                    | PSPV-PSOE                                 |
| 2007-2011 | Pilar Blasco Domingo                                                                                    | PSPV-PSOE                                 |
| 2011-2015 | Pilar Lozano Picó                                                                                       | PP                                        |
| 2015-2019 | Ismael Jose Corell Garcia (2015) Ismael Jose Corell Garcia (2015-2016) Eugenio Fortaña Fons (2016-2019) | Cs - Ciudadanos No adscrito PSPV-PSOE     |
| 2019-2023 | Eugenio Fortaña Fons                                                                                    | PSPV-PSOE                                 |
| 2023-act. | Ismael Jose Corell Garcia (2023-2025) Francisco Ricau Ibañez (2025-2027)                                | PIPT - Partido Independiente por Turís PP |

## Últimos procesos electorales
Elecciones autonómicas de 24 de mayo de 2015:
https://resultados.elpais.com/elecciones/2015/autonomicas/17/46/248.html
Elecciones generales de 2015:
https://resultados.elpais.com/elecciones/2015/generales/congreso/17/46/248.html
Elecciones generales de 2016:
https://resultados.elpais.com/elecciones/2016/generales/congreso/17/46/248.html

## Patrimonio
- Iglesia parroquial "La Natividad de Nuestra Señora". Muy amplia y con abundancia de mármoles, posee torre campanario y cúpula de considerable volumen. Fue terminada de construir en 1777, a cargo de Antonio Gilabert.
- Castellet. Es un castillo que se encuentra en lo alto del cerro del mismo nombre. El castillo es de origen musulmán. Sus ruinas y entorno fueron excavados a inicios del siglo XXI para delimitar su extensión, sus etapas constructivas y en busca de restos que contribuyan a datar más fielmente su evolución.
- Ermita dedicada a la "Mare de Déu del Dolors Gloriosos", patrona de Turis. Se encuentra en el centro del casco antiguo de Turís. Es amplia y tiene una torre con campanas.
- Ciudad iberorromana fortificada La Carencia

## Cultura
En el año 1906 Don Francisco Navarro y Corell, maestro nacional originario de Titaguas, fundó la Societat Musical Turisense.

## Fiestas locales
- Fallas.
- Fiestas Populares. Celebra sus fiestas del 3 al 15 de agosto, en honor de la Virgen de los Dolores y de San Francisco de Borja. Dedica una semana entera a las fiestas de bous al carrer (toros por la calle), de gran arraigo en la zona, siendo la celebración taurina más popular el "bou en corda" (toro con cuerda o ensogado).

## Galería de imágenes

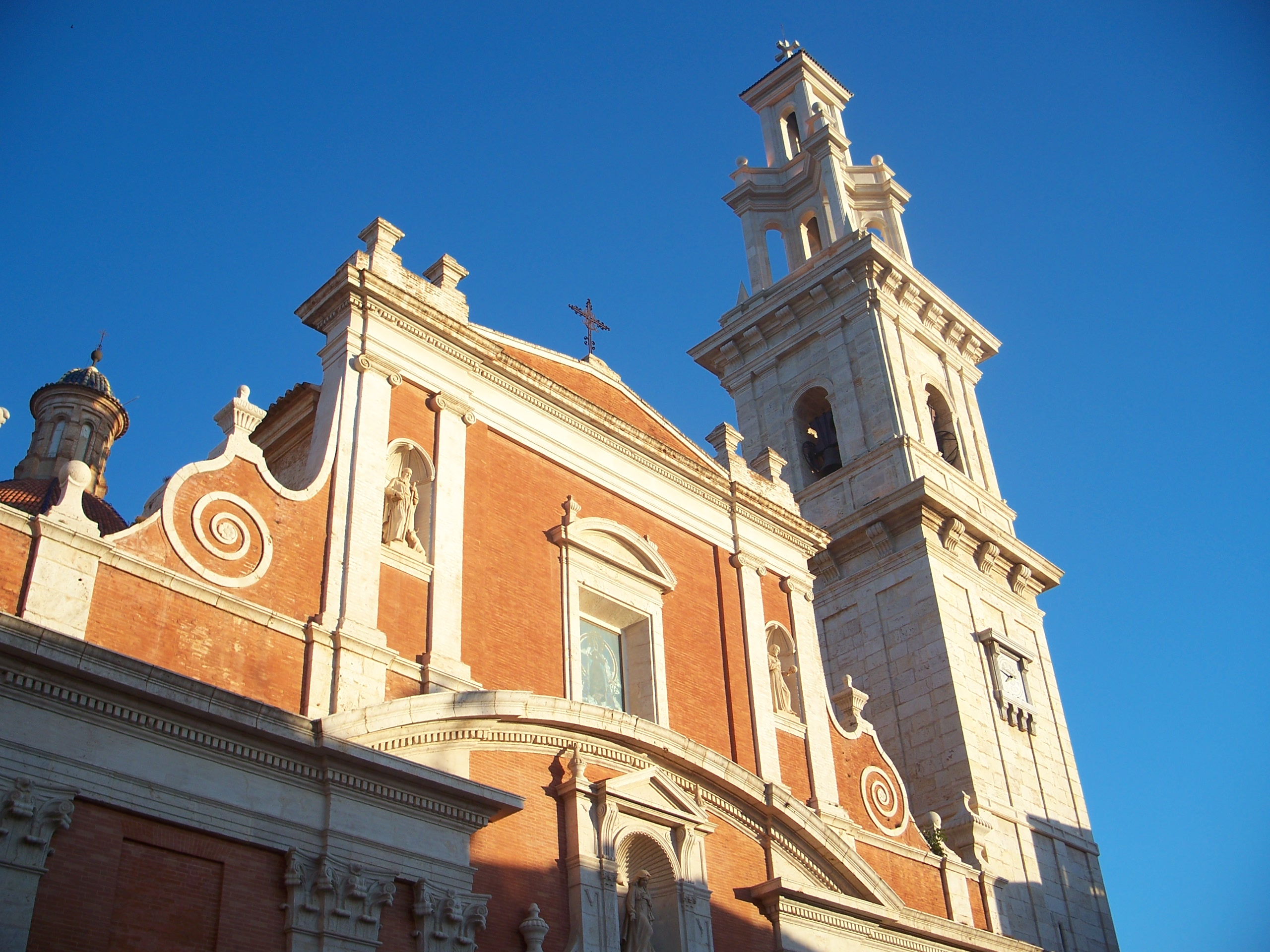
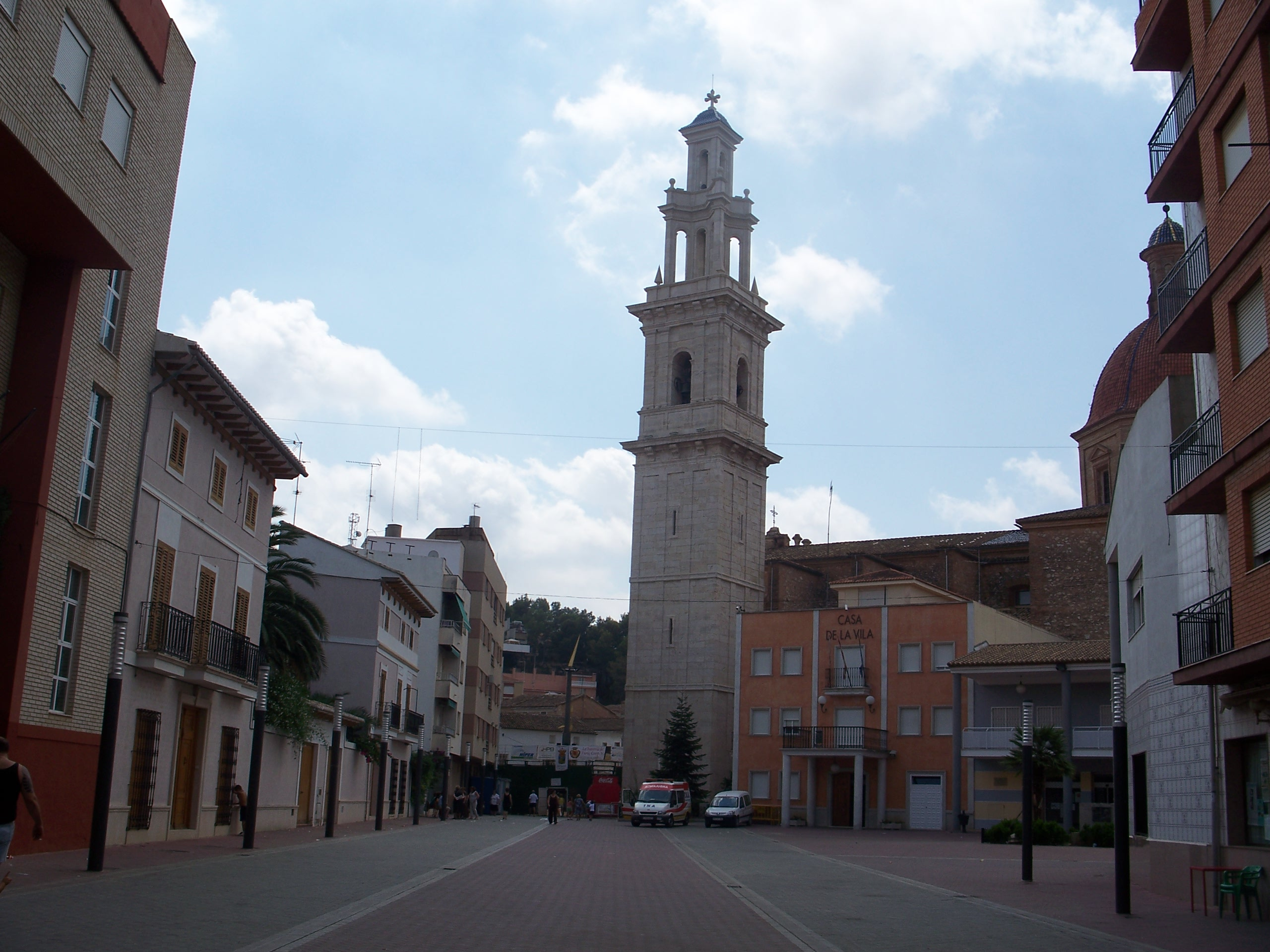
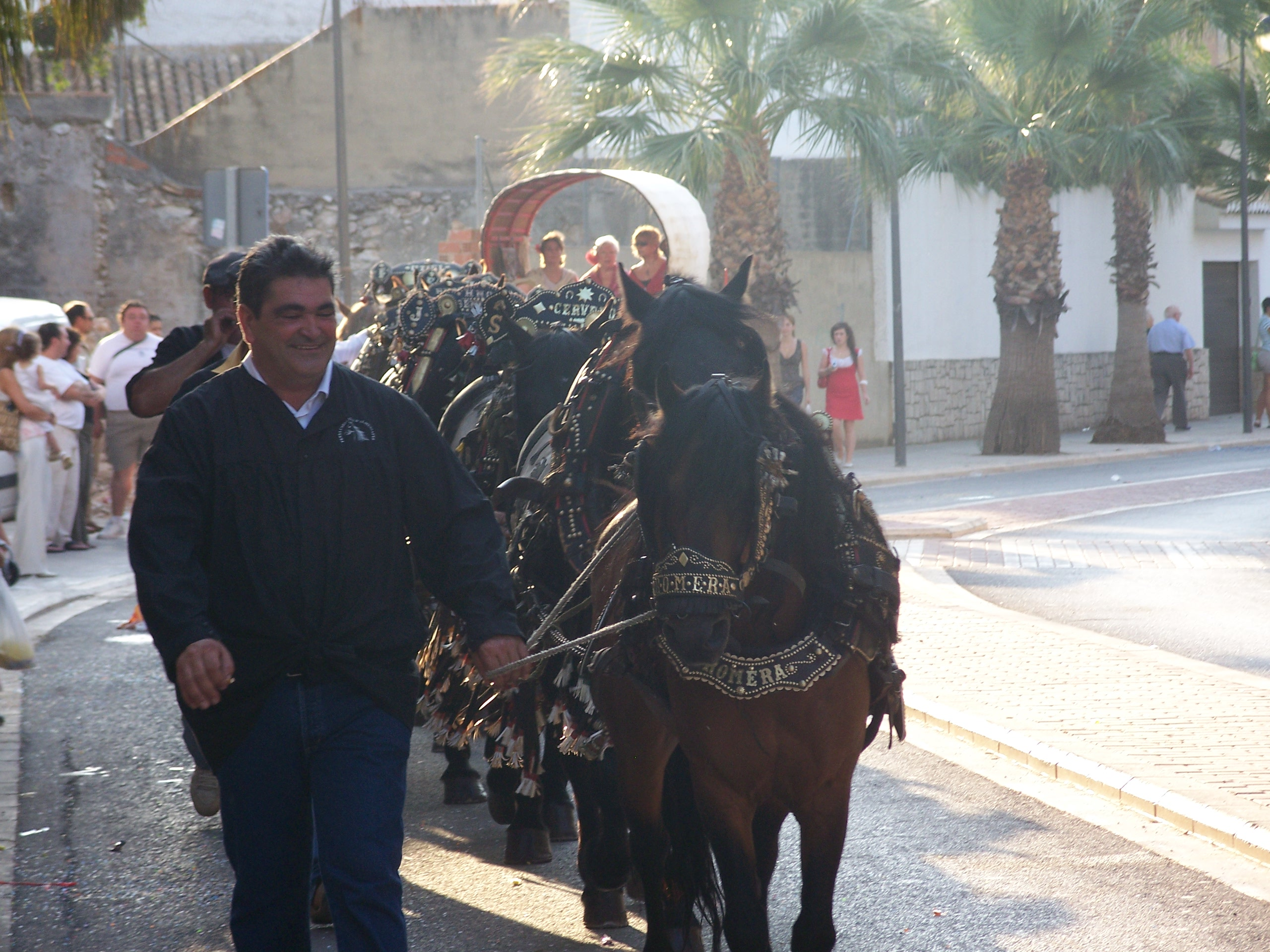
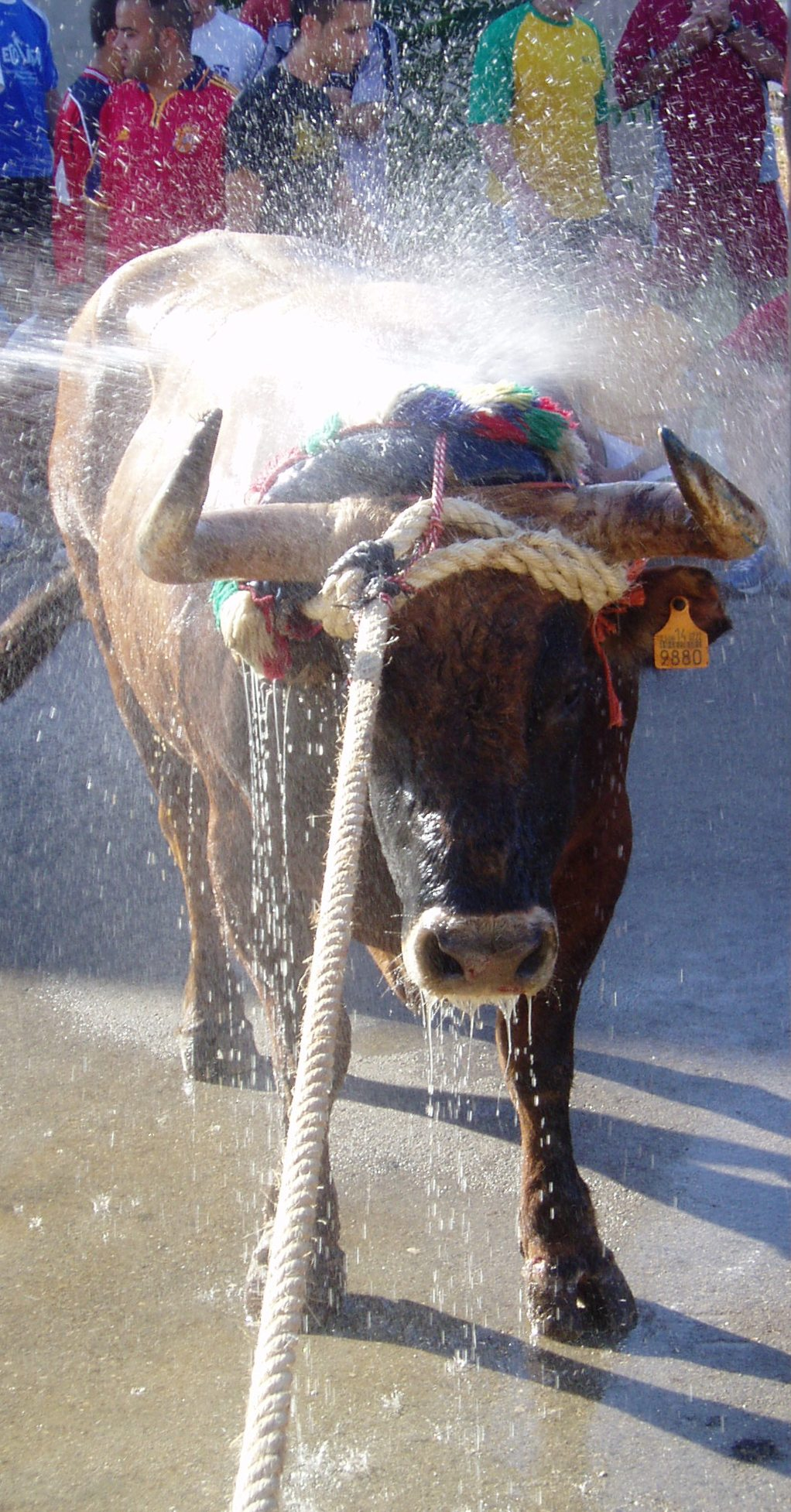
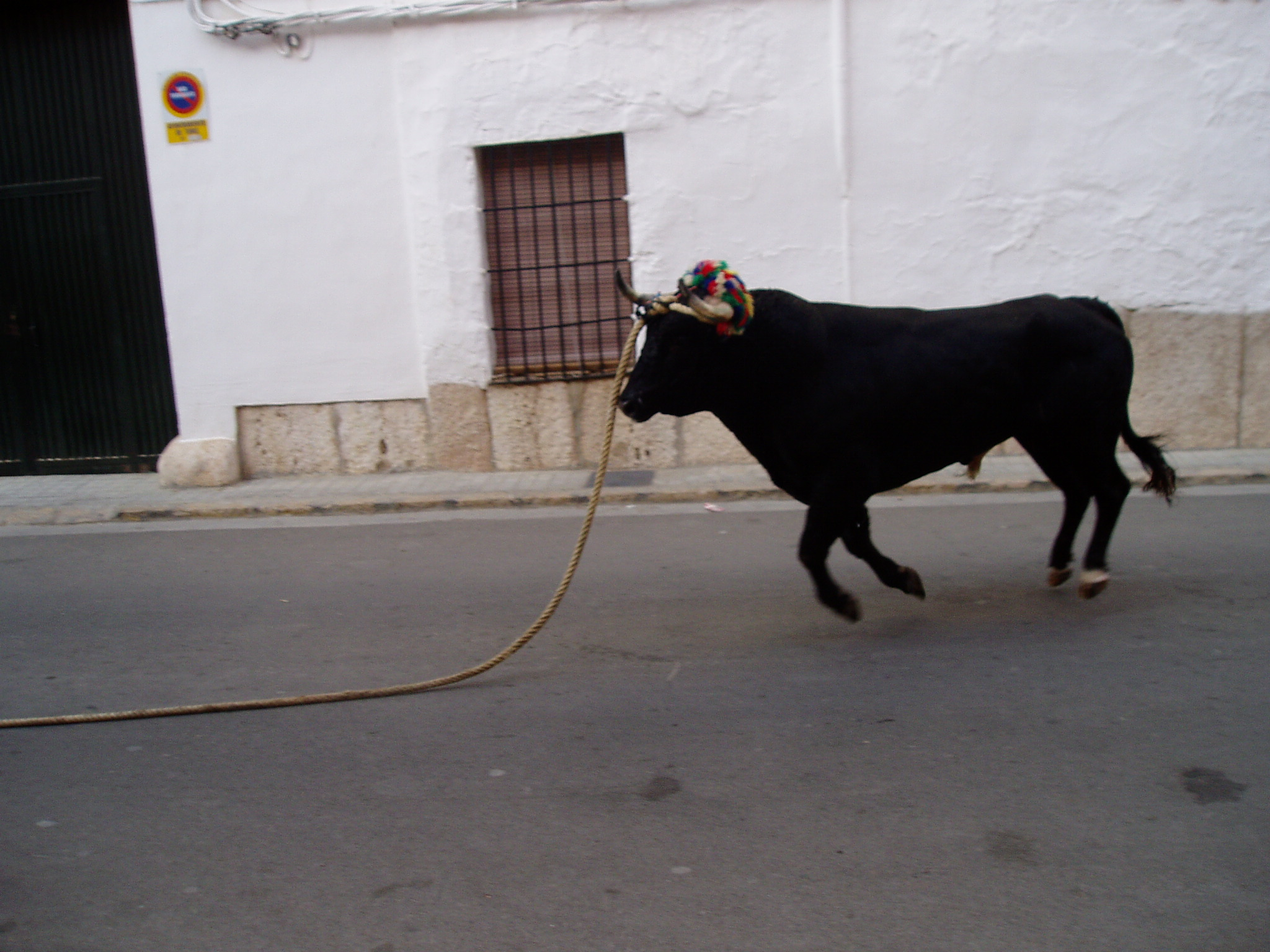
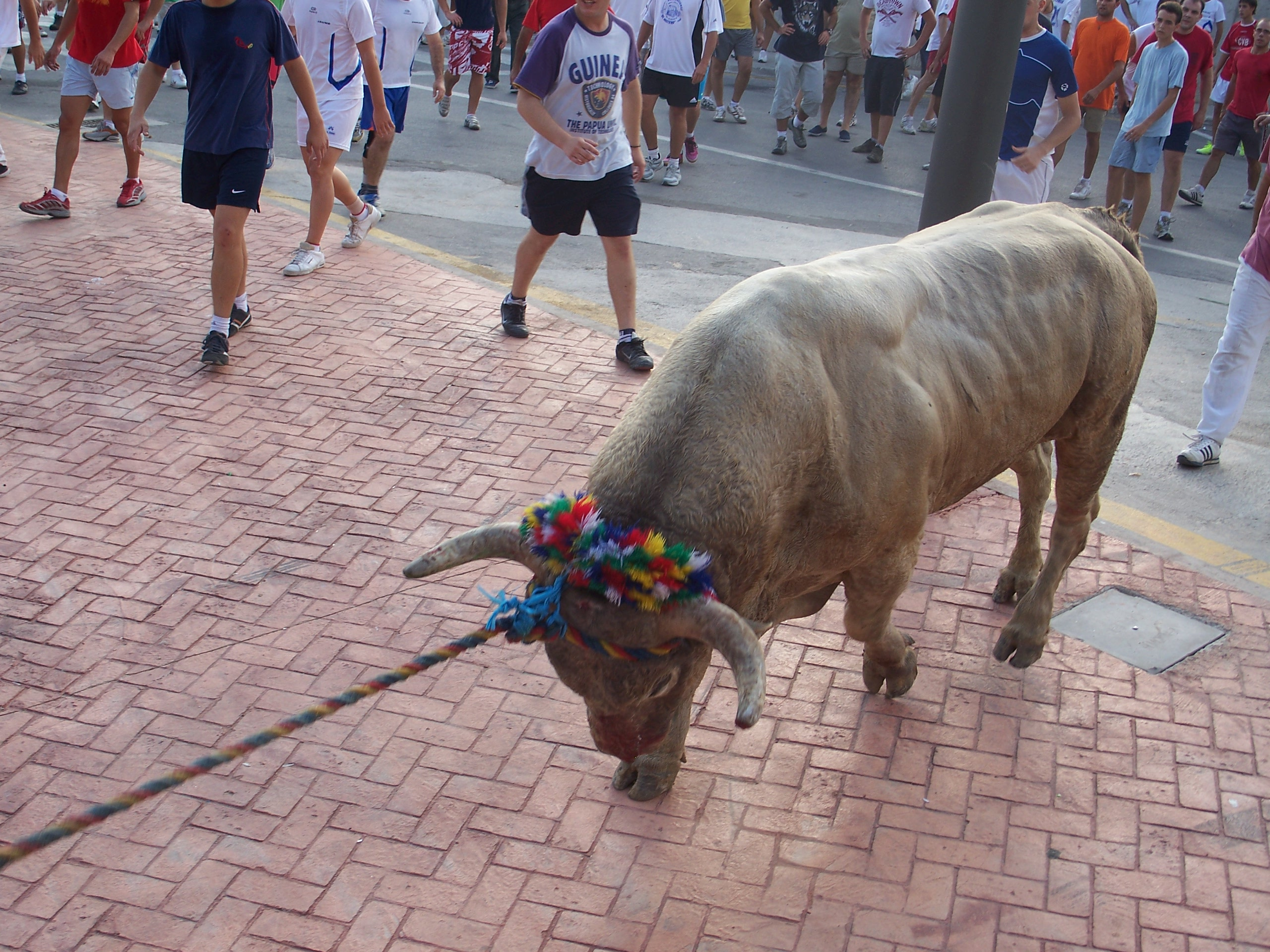
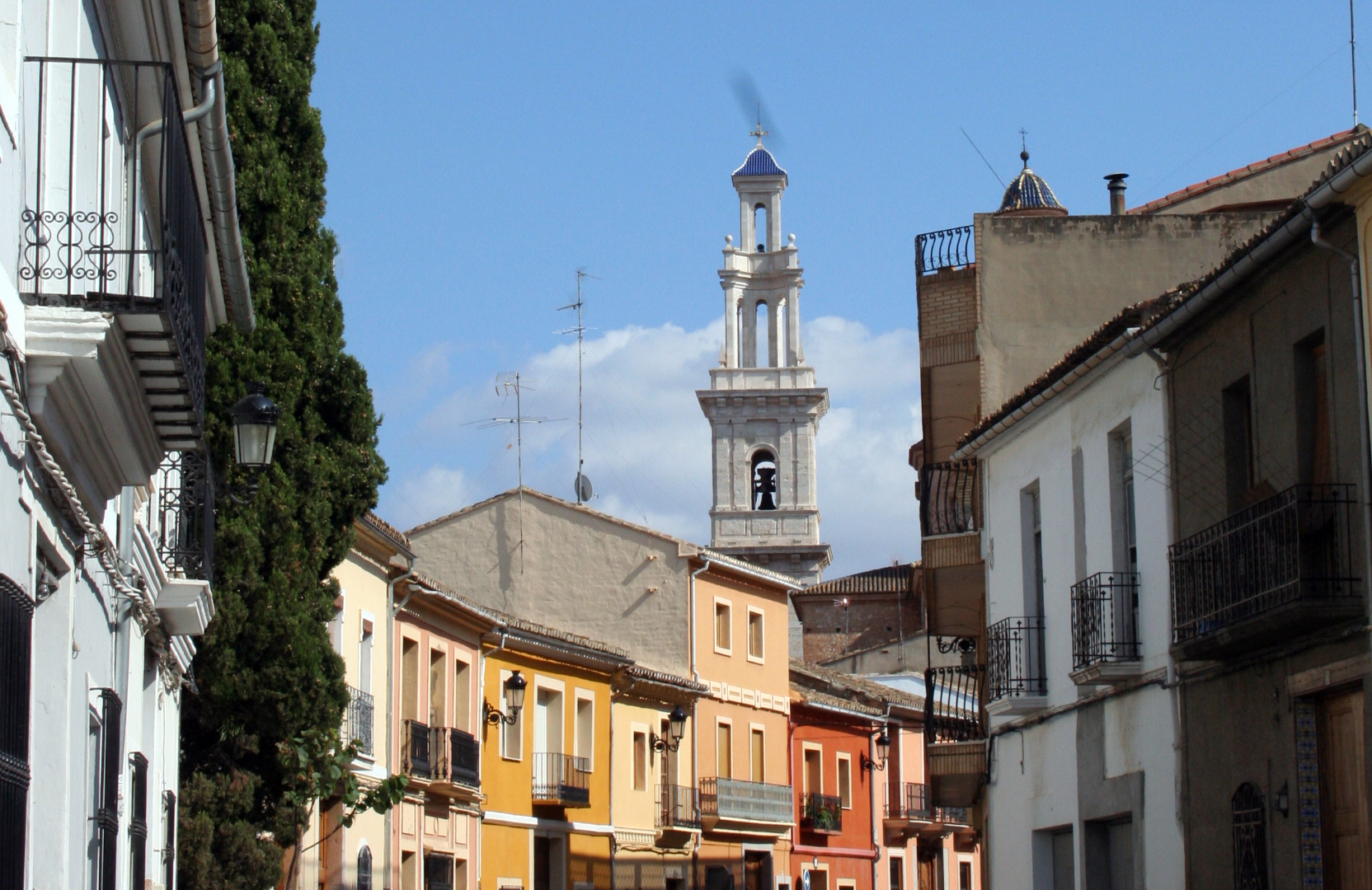
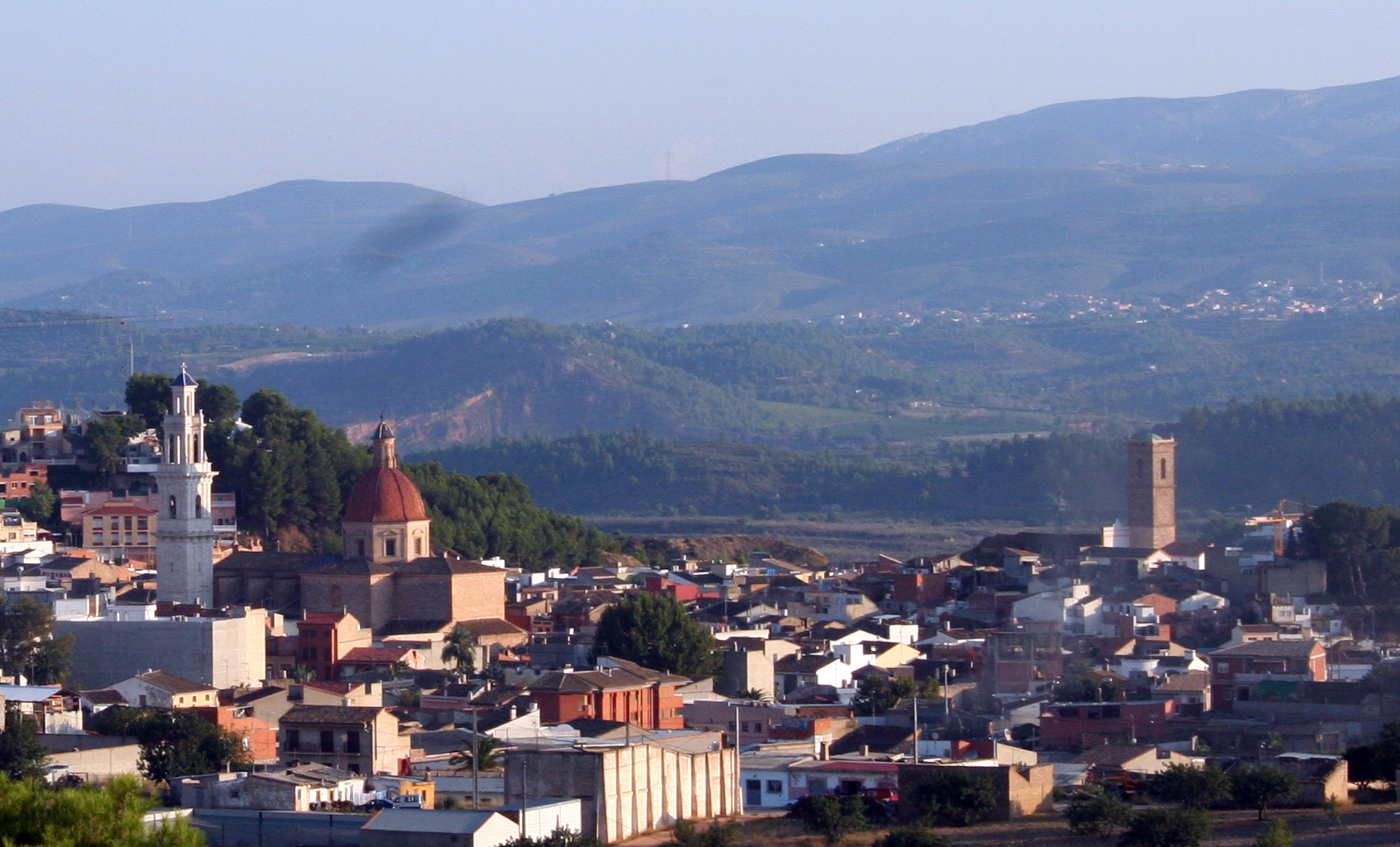